# Ji Chang-wook
Đây là một tên người Triều Tiên, họ là Ji.
Ji Chang-wook (tiếng Hàn: 지창욱; sinh ngày 5 tháng 7 năm 1987) là một nam diễn viên, người mẫu người Hàn Quốc. Anh khởi nghiệp là một diễn viên nhạc kịch. Anh được khán giả biết đến nhiều nhất với vai diễn trong bộ phim Cười lên Dong-hae - một trong những tác phẩm ăn khách nhất tại Hàn Quốc trong nửa đầu năm 2011 với chỉ số rating đạt tới 41%. Thế nhưng, vai diễn Hoàng đế Ta-hwan trong Hoàng hậu Ki mới chính là bệ phóng đưa Ji Chang-wook lên đỉnh cao sự nghiệp và trở thành ngôi sao hạng A của nền điện ảnh Hàn Quốc nói riêng và châu Á nói chung với nhiều giải thưởng lớn cùng lời đánh giá cao tới từ giới chuyên môn. Các tác phẩm nổi bật của Chang-wook như: Chiến binh Baek Dong-soo (2011), Hoàng hậu Ki (2013 - 2014), Cứu thế (2014 - 2015), The K2 (2016), Đối tác bất ngờ (2017), Nhẹ nhàng tan chảy (2019), Cửa hàng tiện lợi Saet Byul (2020), Tình yêu chốn đô thị (2020 - 2021), Thanh âm của phép thuật (2022), và Nói cho tôi điều ước của bạn (2022).

## Sự nghiệp

### 2006 - 2009: Khởi đầu sự nghiệp
Ji Chang-wook bắt đầu sự nghiệp của mình trong sân khấu nhạc kịch. Anh xuất hiện lần đầu trên màn ảnh trong bộ phim Days... năm 2006 và có một vai nhỏ trong You Stole My Heart.  Anh chính thức ra mắt vào năm 2008 qua bộ phim, Sleeping Beauty.
Năm 2009, anh xuất hiện trong My Too Perfect Sons, vào vai cậu em út nhút nhát, người phải nuôi con gái của người bạn thân nhất khi mới 20 tuổi. Bộ phim gia đình cuối tuần nhận được rating trên 40%. Sau đó anh đảm nhận một vai phụ trong bộ phim hài hành động Hero.

### 2010 - 2012: Tên tuổi đang ngày càng được biết đến rộng rãi
Năm 2010, Ji Chang-wook được chọn vào vai chính đầu tiên trong bộ phim truyền hình hàng ngày dài 159 tập, Cười lên Dong-hae, đóng vai một vận động viên trượt băng tốc độ đường ngắn người Mỹ gốc Hàn. Cười lên Dong-hae đứng đầu bảng xếp hạng trong 15 tuần liên tiếp và anh được trao giải "Nam diễn viên chính xuất sắc nhất trong phim truyền hình hàng ngày" tại KBS Drama Awards.
Sau đó anh đóng vai chính trong loạt phim hành động lịch sử năm 2011, Chiến binh Baek Dong-soo (2011). Được chuyển thể từ manhwa của Lee Jae-heon, Honorable Baek Dong-soo , đây là câu chuyện gốc về kiếm sĩ thời Joseon, Baek Dong-soo, kể về những năm đầu đời của anh cho đến khi âm mưu chính trị tạo ra sự cạnh tranh với kẻ thù từ bạn thân thời thơ ấu của anh. Bộ phim đứng đầu khung giờ chiếu trong 13 tuần và Chang-wook đã nhận được "Giải thưởng Ngôi sao mới" tại SBS Drama Awards. Cuối năm đó, anh đóng vai chính trong bộ phim truyền hình cáp Tiệm rau của anh chàng độc thân dựa trên câu chuyện có thật về Lee Young-seok, một chàng trai trẻ đã biến cửa hàng rau nhỏ rộng 350 mét vuông vào năm 1998 thành chuỗi cửa hàng nhượng quyền toàn quốc với 33 cửa hàng.
Trong vai phản diện đầu tiên trong bộ phim tình cảm, Năm ngón tay (2012), Ji Chang-wook vào vai một nghệ sĩ piano ghen tị với năng khiếu âm nhạc bẩm sinh của anh trai mình.
Ji Chang-wook trở lại sân khấu nhạc kịch vào năm 2013 với The Days, vào vai một vệ sĩ của tổng thống mất tích 20 năm trước cùng với một người bạn nữ bí ẩn. The Days là một vở nhạc kịch sử dụng các bài hát folk rock của Kim Kwang-seok.

### 2013 - 2022: Những bước ngoặt và vươn ra quốc tế
Bước đột phá của Ji Chang-wook đến từ vai diễn Nguyên Huệ Tông (còn được gọi là Thỏa Hoan Thiết Mộc Nhĩ), hoàng đế thứ 11 của nhà Nguyên , trong bộ phim cổ trang Hoàng hậu Ki. Bộ phim đã thu hút tỷ suất người xem vững chắc trên toàn quốc trong suốt thời gian chiếu với tỷ suất trung bình là 35,12%. Vai diễn của Ji Chang-wook đã để lại ấn tượng mạnh mẽ cho cả giới phê bình và khán giả, khiến anh được giới phê bình đánh giá cao và công nhận.
Ji Chang-wook sau đó đóng vai chính trong bộ phim truyền hình hành động kinh dị, Healer (2014-2015). Sau khi bộ phim được phát sóng, Ji Chang-wook trở nên nổi tiếng ở Trung Quốc và các khu vực khác ở châu Á. au đó anh đảm nhận các vai diễn trong các bộ phim truyền hình nói tiếng Trung như Thiếu nữ toàn phong 2 và Nam thần của tôi.
Năm 2016, Ji Chang-wook đóng vai nam chính trong bộ phim kinh dị hành động The K2 của tvN, một vệ sĩ bị đồng hương phản bội và yêu một cô gái mắc chứng PTSD và chứng sợ xã hội rõ ràng. Bộ phim nhận được nhiều đánh giá tích cực, đứng đầu về tỷ suất người xem trên kênh truyền hình cáp trong suốt 8 tuần phát sóng. Vào tháng 11 năm 2016, anh đóng vai chính trong loạt web-drama quảng cáo, Bảy nụ hôn đầu cho Lotte Duty Free.
Năm 2017, Ji Chang-wook đóng vai chính trong bộ phim hành động Fabricated City, đóng vai một kẻ nghiện game thất nghiệp bị buộc tội giết người. Cùng năm đó, anh được chọn tham gia bộ phim kinh dị hài lãng mạn của đài SBS, Đối tác đáng ngờ, với vai một công tố viên, khởi chiếu vào tháng 5.
Sau khi giải ngũ vào năm 2019, Ji Chang-wook được chọn tham gia loạt phim hài lãng mạn Nhẹ nhàng tan chảy, trong đó anh đóng vai một nhà sản xuất truyền hình, người thấy mình thức dậy ở tương lai 20 năm sau sau một dự án đóng băng con người không thành công.
Năm 2021, anh đóng vai chính trong bộ phim kinh dị, Hard Hit của Kim Chang-ju, vào vai một kẻ gọi điện bí ẩn tống tiền nhân vật chính và gia đình anh ta bằng một quả bom được gài bên trong chiếc xe mà họ đang lái.
Năm 2022, Ji Chang-wook xuất hiện trong loạt phim Netflix, Thanh âm của phép thuật, dựa trên webtoon cùng tên, trong vai pháp sư bí ẩn Lee Eul. Cùng năm đó, anh đóng vai chính trong bộ phim truyền hình của đài KBS2, Hãy nói cho tôi điều ước của bạn, trong vai một cựu tù nhân làm tình nguyện viên tại một trại tế bần.

### 2023 - nay: Một chặng hành trình mới
Vào tháng 3 năm 2023, Ji Chang-wook kết thúc hợp đồng với Glorious Entertainment. Vào ngày 14 tháng 3 năm 2023, Ji Chang-wook đang trong giai đoạn chuẩn bị thành lập công ty quản lý một người với người quản lý đã làm việc với anh ấy hơn mười năm. Vào tháng 4 năm 2023, Ji Chang-wook ký hợp đồng với Spring Company.

## Danh sách phim

### Phim điện ảnh
| Năm  | Tựa Phim                        | Vai Diễn          | Ghi Chú   |
| ---- | ------------------------------- | ----------------- | --------- |
| 2006 | Days...                         |                   |           |
| 2008 | Sleeping Beauty                 | Jin-seo           |           |
| 2009 | The Weird Missing Case of Mr. J | Sun Gun-man       |           |
| 2010 | Hồi chuông tử thần 2            | Soo-il            |           |
| 2011 | Confession                      |                   | Phim ngắn |
| 2013 | Nghệ thuật cua trai             | Anh của Hong-joon | Khách mời |
| 2014 | Two Constables                  |                   |           |
| 2015 | Đường về gian nan               | Quân nhân         | Khách mời |
| 2017 | Thành phố ảo                    | Kwon Yoo          |           |
| 2017 | Your Name                       | Taki Tachibana    |           |
| 2017 | The Bros                        | Young Choon-bae   | Khách mời |
| 2021 | Hard Hit                        | Jin-woo           |           |

### Phim truyền hình
| Năm         | Tựa Phim                         | Vai Diễn                              | Ghi Chú         |
| ----------- | -------------------------------- | ------------------------------------- | --------------- |
| 2008        | You Stole My Heart               | Lee Phillip                           |                 |
| 2009        | Bốn chàng quý tử                 | Song Mi-poong                         |                 |
| 2009 - 2010 | Hero                             | Park Jun-hyeong                       |                 |
| 2010 - 2011 | Cười lên Dong-hae                | Carl Laker / Dong-hae                 |                 |
| 2011        | Chiến binh Baek Dong-soo         | Baek Dong-soo                         |                 |
| 2011 - 2012 | Tiệm rau của anh chàng độc thân  | Han Tae-yang                          |                 |
| 2012        | Năm ngón tay                     | Yoo In-ha                             |                 |
| 2013 - 2014 | Hoàng hậu Ki                     | Nguyên Huệ Tông / Ta Hwan             |                 |
| 2014        | Secret Love                      | Thiên thần hộ mệnh số 2013            |                 |
| 2014 - 2015 | Cứu thế                          | Seo Jung-hoo / Park Bong-soo / Healer |                 |
| 2016        | Thiếu nữ toàn phong 2            | Trường An                             | Phim Trung Quốc |
| 2016        | The K2                           | Kim Je-ha / K2                        |                 |
| 2016        | Nam thần của tôi                 | Vương Duệ / Vương Vĩ Ngạn             |                 |
| 2016        | Bảy nụ hôn đầu                   | Ji Chang Wook                         |                 |
| 2017        | Đối tác đáng ngờ                 | Noh Ji-wook                           |                 |
| 2019        | Nhẹ nhàng tan chảy               | Ma Dong-chan                          |                 |
| 2020        | Cửa hàng tiện lợi Saet Byul      | Choi Dae-hyun                         |                 |
| 2020        | Tình yêu chốn đô thị             | Park Chae Won                         |                 |
| 2022        | Hãy nói cho tôi điều ước của bạn | Yoon Gyeo-rye                         |                 |
| 2022        | Thanh âm của phép thuật          | Ri Eul / Ryu Min Hyuk                 |                 |
| 2023 - 2024 | Chào mừng đến Samdal-ri          | Cho Yong-pil                          |                 |

### Chương trình truyền hình
| Năm  | Tiêu đề        | Kênh      | Ghi chú                  |
| ---- | -------------- | --------- | ------------------------ |
| 2013 | Radio Star     | MBC       | Khách mời, tập 322       |
| 2014 | Running Man    | SBS       | Khách mời, tập 211 - 212 |
| 2015 | Happy Camp     | Hunan TV  | Khách mời                |
| 2016 | Taxi           | tvN       | Khách mời, tập 447       |
| 2016 | We Got Married | MBC       | Khách mời, tập 347       |
| 2019 | City Fisher    | Channel A | Khách mời                |
| 2020 | Running Man    | SBS       | Khách mời, tập 507       |

### Video ca nhạc
| Năm  | Tên bài hát            | Ca sĩ cộng tác              |
| ---- | ---------------------- | --------------------------- |
| 2007 | "Are You Ready"        | Lena Park (với Dynamic Duo) |
| 2009 | "We Broke Up Today"    | Younha                      |
| 2010 | "I Have to Let You Go" | Young Gun                   |
| 2011 | "Cry Cry"              | T-ara                       |
| 2012 | "Lovey-Dovey"          | T-ara                       |
| 2012 | "I Need You"           | K.Will                      |
| 2013 | "That's My Fault"      | Speed                       |
| 2013 | "It's Over"            | Speed                       |
| 2013 | "Runaway"              | Kara                        |

## Các vở nhạc kich
| Năm  | Tên vở                             | Vai          |
| ---- | ---------------------------------- | ------------ |
| 2007 | Fire and Ice                       |              |
| 2010 | Thrill Me                          | Richard Loeb |
| 2013 | The Days                           | Mu-young     |
| 2013 | Jack the Ripper                    | Daniel       |
| 2013 | Brothers Were Brave                | Lee Joo-bong |
| 2018 | Shinheung Military Academy Musical | Dong-gyu     |

## PR
| Năm  | Sản phẩm                 | Ghi chú       |
| ---- | ------------------------ | ------------- |
| 2008 | SK Telecom T-Cash        |               |
| 2009 | Shinhan Financial Group  |               |
| 2009 | Lotte Chilsung Tropicana |               |
| 2011 | Nongshim Japagetti       |               |
| 2011 | Googims                  |               |
| 2014 | North Cape               | với Ha Ji-won |

## Đĩa đơn
| Năm  | Tên bài hát                  | Ghi chú                                 |
| ---- | ---------------------------- | --------------------------------------- |
| 2011 | "Meet Again"                 | ca khúc trong Warrior Baek Dong-soo OST |
| 2012 | "Fill Up"                    | ca khúc trong Five Fingers OST          |
| 2014 | "To The Butterfly"           | ca khúc trong Hoàng hậu Ki OST          |
| 2015 | "I'll Protect You"           | ca khúc trong Healer OST                |
| 2015 | Be With You                  | ca khúc trong Album Be With You         |
| 2015 | Bright Star                  | ca khúc trong Album Be With You         |
| 2015 | Fall in love                 | ca khúc trong Album Be With You         |
| 2016 | "Kissing You"                | ca khúc trong First Seven Kisses OST    |
| 2017 | "101 Reasons Why I Love You" | ca khúc trong Đối tác đáng ngờ OST      |
| 2019 | "When Love Passes By"        | ca khúc trong Nhẹ nhàng tan chảy OST    |

## Đề cử và giải thưởng
| Năm  | Giải Thưởng                      | Hạng Mục                                    | Tác Phẩm Đề Cử              | Kết Quả   | Ghi Chú |
| ---- | -------------------------------- | ------------------------------------------- | --------------------------- | --------- | ------- |
| 2010 | KBS Drama Awards                 | Best New Actor                              | Cười lên Dong-hae           | Đề cử     |         |
| 2011 | KBS Drama Awards                 | Actor in a Daily Drama                      | Cười lên Dong-hae           | Đoạt giải |         |
| 2011 | Korea Drama Awards               | Best New Actor                              | Cười lên Dong-hae           | Đề cử     |         |
| 2011 | SBS Drama Awards                 | Best New Actor                              | Chiến binh Baek Dong-soo    | Đoạt giải |         |
| 2012 | SBS Drama Awards                 | Actor in a Weekend/Daily Drama              | Five Fingers                | Đề cử     |         |
| 2013 | MBC Drama Awards                 | Actor in a Special Project Drama            | Hoàng hậu Ki                | Đoạt giải | [ 38 ]  |
| 2013 | The Musical Awards               | Best New Actor                              | The Days                    | Đoạt giải |         |
| 2014 | APAN Star Awards                 | Actor in a Serial Drama                     |                             | Đề cử     |         |
| 2014 | KBS Drama Awards                 | Actor in a Mid-length Drama                 | Healer                      | Đề cử     |         |
| 2014 | KBS Drama Awards                 | Popularity Award                            | Healer                      | Đoạt giải |         |
| 2014 | KBS Drama Awards                 | Best Couple Award (với Park Min-young)      | Healer                      | Đoạt giải |         |
| 2014 | Korea Drama Awards               | Top Excellence Award                        | Hoàng hậu Ki                | Đề cử     |         |
| 2014 | Seoul International Drama Awards | Outstanding Korean Actor                    | Hoàng hậu Ki                | Đề cử     | [ 38 ]  |
| 2015 | APAN Star Awards                 | Actor in a Miniseries                       |                             | Đề cử     |         |
| 2015 | China TV Drama Awards            | Most Popular Actor (Overseas)               | Healer                      | Đoạt giải | [ 39 ]  |
| 2016 | Korea's Best Dresser Swan Awards | Best Dressed Actor                          | The K2                      | Đoạt giải | [ 40 ]  |
| 2017 | Baeksang Arts Awards             | Best New Actor - Film                       | Fabricated City             | Đề cử     | [ 41 ]  |
| 2017 | SBS Drama Awards                 | Actor in a Wednesday-Thursday Drama         | Đối tác bất ngờ             | Đề cử     |         |
| 2017 | SBS Drama Awards                 | Best Couple Award (với Nam Ji-hyun)         | Đối tác bất ngờ             | Đề cử     |         |
| 2019 | Asia Artist Awards               | Asia Celebrity (Actor)                      |                             | Đoạt giải |         |
| 2019 | Asia Artist Awards               | Best Actor                                  |                             | Đoạt giải |         |
| 2020 | SBS Drama Awards                 | Actor in a Miniseries Fantasy/Romance Drama | Cửa hàng tiện lợi Saet Byul | Đề cử     |         |
| 2020 | SBS Drama Awards                 | Best Couple Award (với Kim Yoo-jung)        | Cửa hàng tiện lợi Saet Byul | Đề cử     |         |
| 2021 | APAN Star Awards                 | Popular Star Award, Actor                   |                             | Đề cử     |         |
| 2022 | APAN Star Awards                 | Global Star Award                           | Thanh âm của phép thuật     | Đoạt giải |         |